# Jerebîlivka, Novohrad-Volînskîi
Jerebîlivka (în ucraineană Жеребилівка) este un sat în comuna Pișciv din raionul Novohrad-Volînskîi, regiunea Jîtomîr, Ucraina.

## Demografie
Componența lingvistică a localității Jerebîlivka
     Ucraineană (99,41%)
     Alte limbi (0,59%)
Conform recensământului din 2001, majoritatea populației localității Jerebîlivka era vorbitoare de ucraineană (99,41%), existând în minoritate și vorbitori de alte limbi.